# Městský fotbalový stadion Miroslava Valenty
Městský fotbalový stadion Miroslava Valenty – stadion piłkarski w Uherskim Hradišciu, w Czechach. Został otwarty 12 października 2003 roku. Może pomieścić 8121 widzów. Swoje spotkania rozgrywają na nim piłkarze klubu 1. FC Slovácko.
Stadion został wybudowany w latach 2000–2003 w miejscu starego stadionu z bieżnią lekkoatletyczną. Inauguracja obiektu miała miejsce 12 października 2003 roku, a na otwarcie gospodarze, 1. FC Slovácko (do 2004 roku pod nazwą 1. FC Synot) pokonali w meczu towarzyskim Borussię Mönchengladbach 3:2. Pierwszy mecz ligowy na obiekcie gospodarze rozegrali 18 października 2003 roku przeciwko Sigmie Ołomuniec (3:2). Koszt budowy areny wyniósł 251,5 mln Kč i była to największa inwestycja w historii miasta. Stadion ma typowo piłkarski układ z trybunami otaczającymi boisko ze wszystkich czterech stron. Pojemność obiektu wynosi 8121 widzów, z czego 6371 miejsc jest zadaszonych. Wyróżniającym się elementem stadionu są cztery maszty oświetleniowe usytuowane za narożnikami boiska, swoim kształtem przypominające sowie oczy. Natężenie oświetlenia stadionu wynosi maksymalnie 1400 luksów. W czasie budowy stadionu 1. FC Synot rozgrywał swoje spotkania na stadionie Širůch w Starém Městě. W 2009 roku stadionowi nadano imię Miroslava Valenty.
Na stadionie trzy spotkania rozegrała piłkarska reprezentacja Czech, 16 sierpnia 2006 roku w meczu towarzyskim przegrała z Serbią 1:3 (był to pożegnalny mecz Pavla Nedvěda w kadrze narodowej i pierwszy mecz reprezentacji Serbii po podziale Serbii i Czarnogóry), 9 września 2009 roku w spotkaniu el. do MŚ pokonała drużynę San Marino 7:0 (jest to najwyższa wygrana w historii reprezentacji Czech obok zwycięstwa 8:1 z Andorą w 2005 roku i 7:0 również z San Marino w 2006 roku) i 6 września 2018 roku przegrała w swoim premierowym meczu w Lidze Narodów z Ukrainą 1:2. Obiekt był również jedną z aren piłkarskich Mistrzostw Europy U-21 w 2015 roku. Rozegrano na nim trzy spotkania fazy grupowej turnieju.